# Stanimir Dimitrow
Stanimir Dimitrow (bulgarisch Станимир Димитров; * 24. April 1972 in Radnewo) ist ein ehemaliger bulgarischer Fußballspieler. Er bestritt insgesamt 372 Spiele in der bulgarischen A Grupa und der kasachischen Premjer-Liga.

## Karriere

### Verein
Stanimir Dimitrow begann seine Karriere im Jahr 1990 in seiner Geburtsstadt bei Minjor Radnewo. 1994 ging er in die Schwarzmeer-Stadt Burgas zu Naftex Burgas. Von 2005 bis 2009 spielte der Mittelfeldspieler für den kasachischen Verein Tobol Qostanai. Ende 2009 beendete er seine Laufbahn.

### Nationalmannschaft
Dimitrow wurde einmal in der Bulgarischen Fußballnationalmannschaft eingesetzt.

## Erfolge
- Kasachischer Pokalsieger: 2007